# Konsulat Generalny Rzeczypospolitej Polskiej w Chicago

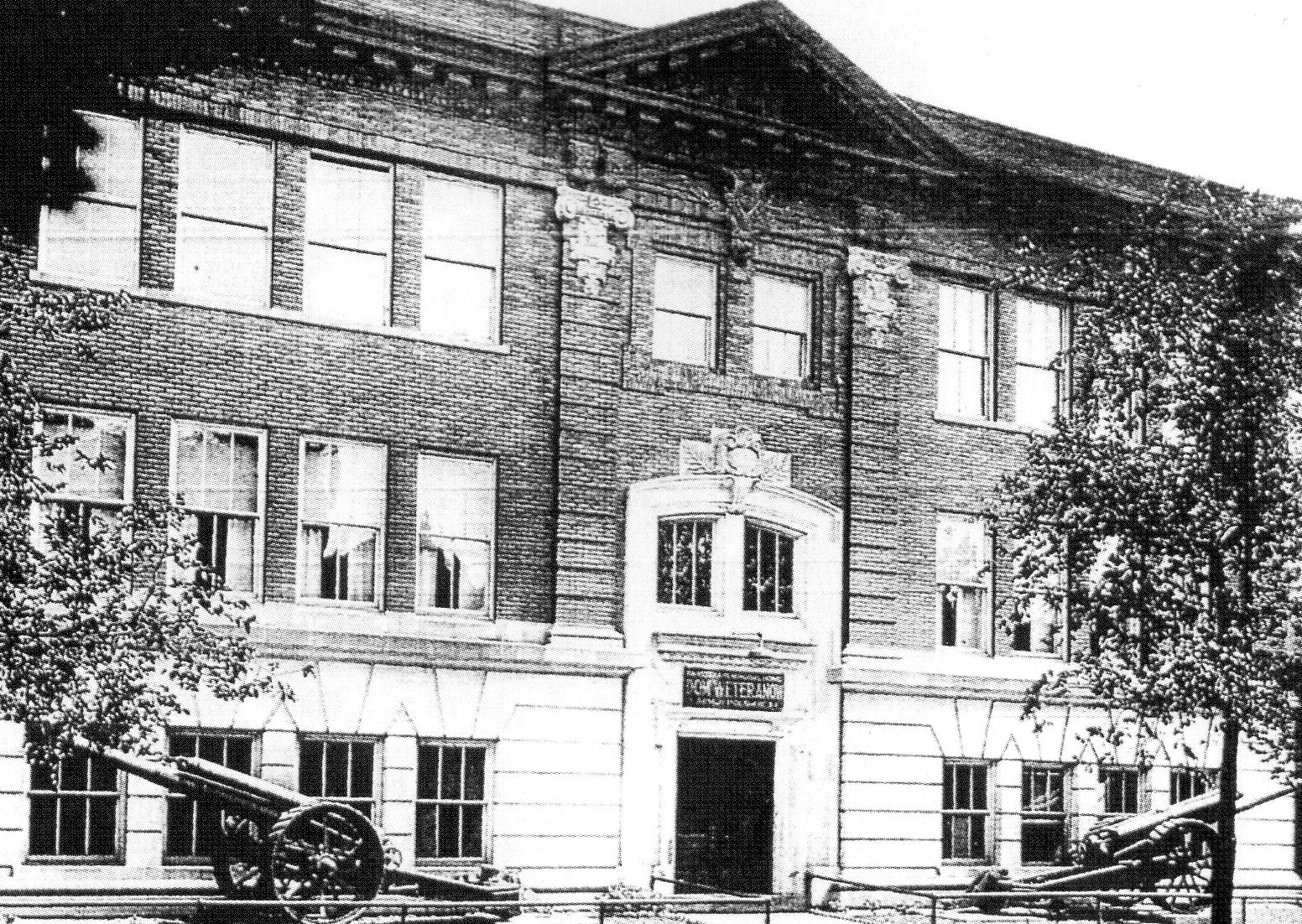
Związek Polek, pierwsza siedziba Konsulatu Generalnego RP. Stan z 1924, kiedy w budynku mieścił się Związek Weteranów Armii Polskiej.

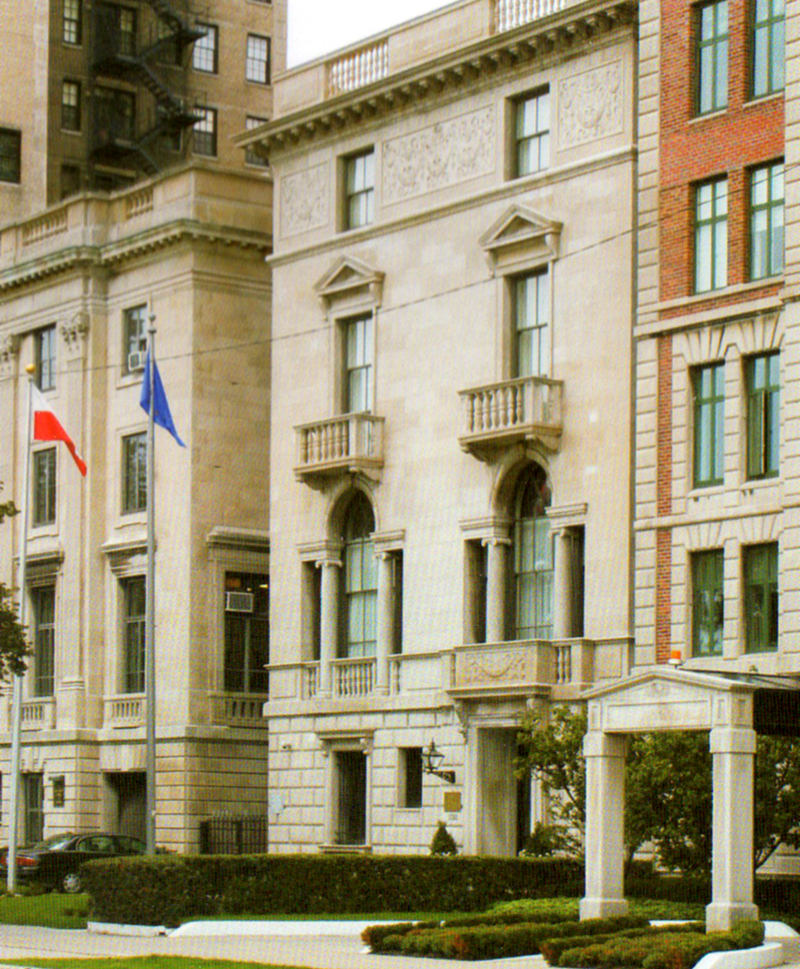
Konsulat Generalny RP w Chicago (1980)

Konsulat Generalny Rzeczypospolitej Polskiej w Chicago (ang. Consulate General of the Republic of Poland in Chicago), założony w 1920, jest jednym z czterech polskich konsulatów generalnych w Stanach Zjednoczonych.
Placówka o dużym znaczeniu zarówno dla Polski, jak i Polonii w Chicago, gdzie zamieszkuje (według różnych szacunków) od 300 tysięcy do miliona obywateli polskiego pochodzenia.

## Historia Konsulatu

### Początki
29 stycznia 1919 prezydent Woodrow Wilson przesłał na ręce Ignacego Paderewskiego, premiera nowego polskiego rządu, telegram potwierdzający uznanie Polski jako niepodległego państwa. Dziennik New York Times poinformował o decyzji prezydenta pierwszostronicowym tytułem głównym „Uznajemy Polskę!” (ang. We Recognize Poland!).
Pod koniec października przybył do Waszyngtonu książę Kazimierz Lubomirski z zadaniem otwarcia Poselstwa Rzeczypospolitej Polskiej w stolicy USA, które – w 1929, z okazji 150 rocznicy śmierci Kazimierza Pułaskiego – podniesiono do rangi ambasady. Wcześniej, bo w czerwcu 1919, do Nowego Jorku przypłynął (wraz z gronem 11 współpracowników) Konstanty Buszczyński, który na początku lipca zaczął urzędować jako konsul generalny.
Planowano otworzyć też placówki konsularne w Chicago, San Francisco, Pittsburghu i Buffalo. Ostatecznie powstały konsulaty generalne w Nowym Jorku i Chicago, konsulat w Pittsburgu oraz wicekonsulaty w Buffalo i San Francisco. Ten ostatni był placówką tymczasową, utworzoną w związku z reemigracją Polaków, przez Harbin i Władywostok z bolszewickiej Rosji. Po jego likwidacji w styczniu 1921 otwarto konsulat w Detroit.
Pod koniec czerwca 1920 dotarł do Chicago pierwszy konsul generalny RP Zygmunt Nowicki. Lokalna polonijna prasa tak odnotowała jego przybycie:
Pragnienie wielkiej polonii chicagoskiej by w naszym mieście osiadł na stałe konsul polski, ziściły się wreszcie, bo oto wczoraj przed południem na dworzec „Union” przyjechał p. Zygmunt Nowicki (…) Pan Nowicki przywiózł ze sobą swój sztab konsularny. Na dworzec na spotkanie przybyło spore grono przedstawicieli naszych organizacyi narodowo-katolickich z sędzią Edwardem Jareckim na czele…
W 1920 Konsulat składał się z następujących wydziałów: prezydialnego, paszportowego, ekonomiczno-handlowego, depozytowo-kasowo-gospodarczego i emigracyjnego. Ten ostatni, w związku z malejącą liczbą imigrantów, zlikwidowano w 1921. W pierwszym roku działalności było zatrudnionych 8 urzędników etatowych i 30 osób personelu pomocniczego, ale wkrótce – ze względu na konieczność cięć budżetowych – liczby te zmniejszono o połowę i taka liczba pracowników utrzymywała się do wybuchu II wojny światowej.

### II wojna światowa
Wybuch wojny był wstrząsem dla chicagowskiej Polonii. Konsulat Generalny zareagował apelem o datki na rzecz obrony kraju, ale była to akcja zdecydowanie spóźniona. W początkach 1940 rząd generała Sikorskiego odwołał dotychczasowego konsula, Wacława Gawrońskiego (który otrzymał „urlop bezpłatny”) i powołał na to stanowisko Karola Ripę.
Działalność konsulatu w czasie wojny – wobec małego zainteresowania Polonii – została ograniczona do minimum. Amerykanie (także polskiego pochodzenia) byli zainteresowani przede wszystkim wojną na Pacyfiku, kampanię europejską traktując marginalnie. Niewiele pomogła w tej sytuacji misja generała Bronisława Ducha, który próbował stworzyć – na polecenie gen. Sikorskiego – amerykańsko-kanadyjską dywizję składającą się z ochotników-Polaków.
Placówka chicagowska – z konieczności – została przeniesiona w grudniu 1940 do skromniejszej siedziby (East Cedar Street 49), a liczbę pracowników zmniejszono do czterech. Po cofnięciu 5 lipca 1945 przez aliantów uznania rządowi RP na uchodźstwie, ambasador Jan Ciechanowski podał się do dymisji. Ambasada została zamknięta, a klucze i dokumenty przekazane przedstawicielom Departamentu Stanu. Podobnie uczynili kierownicy placówek konsularnych w Chicago, Detroit, Nowym Jorku, Pittsburgu i San Francisco. Ostatni szef placówki chicagowskiej, dr Juliusz Szygowski, pisał o tym do „Dziennika Chicagoskiego”:
Na żądanie Departamentu Stanu w Washingtonie oddałem dnia 28 września 1945 o godzinie 11ej klucze do Konsulatu Generalnego RP w Chicago reprezentantom Departamentu Stanu Stanów Zjednoczonych, a tem samem i Urząd, który mi został przez Prezydenta R.P. p. W. Raczkiewicza powierzony od 1 grudnia 1944. W ten sposób skończyła się moja praca jako kierownika Konsulatu Generalnego R.P. w Chicago…
W tym okresie funkcjonowała w budynku Konsulatu Generalnego RP w Chicago placówka Samodzielnej Ekspozytury Wywiadowczej/Samodzielnej Placówki Wywiadowczej w Nowym Jorku Oddziału II Sztabu Naczelnego Wodza o kryptonimie „Mackay”.

### W czasach PRL

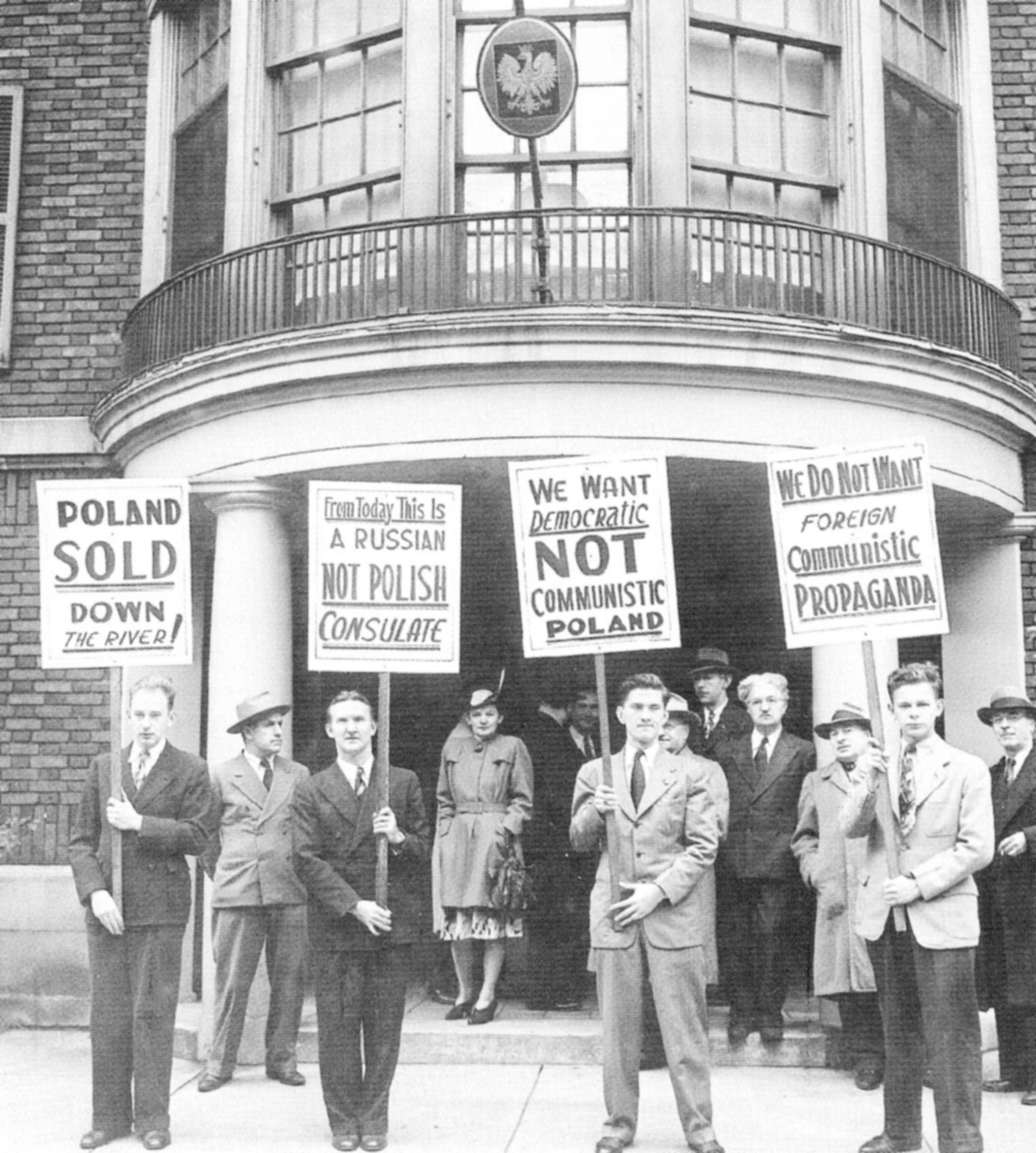
Antykomunistyczna manifestacja pod konsulatem w roku 1945

28 września 1945 do budynku przy Cedar Street wprowadził się pierwszy komunistyczny konsul Stefan Rogoziński, do którego w grudniu dołączyło trzech pracowników w randze konsula, a w styczniu 1946 zastępca kierownika placówki Zygmunt Fabisiak. Obaj, podobnie jak następny konsul, Marian Cieplak, poprosili o azyl i zostali w Stanach Zjednoczonych na stałe. W tym czasie konsulat dwukrotnie zmieniał lokalizację.
W lutym 1954 administracja amerykańska zdecydowała się podjąć radykalne kroki wobec reżimów komunistycznych. W nocie z 25 lutego sekretarz stanu John Foster Dulles nakazał polskiemu ambasadorowi Józefowi Winiewiczowi zamknąć polskie konsulaty. W marcu przybyła do Chicago specjalna komisja likwidacyjna, która zabezpieczyła dokumenty i majątek placówki, a jednocześnie zadbała, by konsul i jego zastępca nie wystąpili o azyl, lecz wrócili do kraju.
Konsulat Generalny PRL w Chicago przy North Astor Street 1525 został ponownie otwarty 15 lutego 1959. Nowy konsul Włodzimierz Zawadzki rozpoczął urzędowanie od złożenia wizyty burmistrzowi Chicago, Richardowi J. Daleyowi i wieńca pod pomnikiem Kościuszki w Parku Humboldta.
W 1981 konsulem był Juliusz Biały i to właśnie za jego czasów dochodziło do najbardziej burzliwych demonstracji po wprowadzeniu stanu wojennego. Pierwsza z nich, zorganizowana przez Kongres Polonii Amerykańskiej (wydział na stan Illinois) i organizację „Pomost”, przyciągnęła pod konsulat około 40 000 osób. Ucierpiała wówczas elewacja budynku obrzuconego balonami z czerwoną farbą. Późniejsze demonstracje, organizowane już tylko przez „Pomost” w kolejne „miesięcznice” stanu wojennego, odbywały się nie pod konsulatem, a po przeciwnej stronie szerokiej, wielopasmowej Lake Shore Drive.
Ostatnim PRL-owskim konsulem generalnym był Tadeusz Czerwiński.

### Po upadku komunizmu
W listopadzie 1990 przybył do Chicago pierwszy konsul generalny III RP, Hubert Romanowski. Nie został on jednak dobrze przyjęty przez ówczesnego prezesa KPA Edwarda Moskala i we wrześniu 1991 został przeniesiony do Waszyngtonu, a jego miejsce (w marcu 1992) zajął Michał Grocholski. Jego pierwszą czynnością było złożenie wizyty ostatniemu konsulowi II RP, Juliuszowi Szygowskiemu.

## Okręg konsularny
Okręg konsularny obejmuje obywateli zamieszkujących w stanach: Illinois, Indiana, Iowa, Michigan, Minnesota, Missouri, Nebraska, Ohio, Dakota Północna, Dakota Południowa, Wisconsin.

## Kierownicy placówki

### okres RP
- 1920–1922 – Zygmunt Nowicki
- 1923–1926 – Jerzy Barthel de Weydenthal
- 1926–1928[14] – Kazimierz Kurnikowski
- 1929–1930 – Aleksander Szczepański
- 1931–1934 – Tytus Zbyszewski
- 1934–1939 – Wacław Gawroński
- 1939–1944 – Karol Ripa[15]
- 1944 – Aleksander Moc, konsul, kier. konsulatu[15]
- 1944[15]–1945 – Juliusz Szygowski
- 1945 – Aleksander Moc, konsul, likwidator konsulatu[15]
- 1945 – likwidacja działalności urzędu

### okres PRL
- 1945–1947 – Stefan Rogoziński, p.o. kier. konsulatu
- 1947–1949 – Marian Cieplak
- 1949–1952 – Zygmunt Fabisiak
- 1952–1954 – Wojciech Albrycht
- 31 marca 1954 – zawieszenie działalności urzędu
- 27 października 1959 – ponowne otwarcie urzędu
- 1959–1963 – Włodzimierz Zawadzki
- 1963–1967 – Adolf Kita
- 1968 – Bogumił Sujka
- 1969–1972 – Wojciech Jaskot
- 1972–1975 – Romuald Czubacki
- 1975–1979 – Wojciech Jaskot
- 1979 – Jerzy Janowski, konsul
- 1979–1984 – Juliusz Biały
- 1984–1988 – Jan Rabś
- 1988–1990 – Tadeusz Czerwiński

### okres RP
- 1990–1991 – Hubert Romanowski
- 1991–1992 – Andrzej Jaroszyński
- 1992–1997 – Michał Grocholski
- 1997–2001 – Ryszard Sarkowicz
- 2001–2005 – Franciszek Adamczyk
- 2005–2006 – Jarosław Łasiński
- 2006–2007 – Paweł Pietrasieński, p.o.
- 2007–2012 – Zygmunt Matynia
- 2012–2016 – Paulina Kapuścińska
- 2016–2020 – Piotr Janicki
- 2020–2022 – Małgorzata Bąk-Guzik, p.o.
- 2022–2024 – Paweł Zyzak
- od 2024 – Regina Jurkowska

## Instytucje podległe
- Szkoła Polska im. 7 Eskadry Kościuszkowskiej przy Konsulacie Generalnym RP w Chicago, St. Francis Borgia School, 3535 N Panama Ave Chicago, IL 60634.

## Siedziba
Pierwsza siedziba konsulatu mieściła się w budynku Związku Polek w tzw. Polskim Trójkącie przy N Ashland Avenue 1309 (1920), w okolicach którego zamieszkiwało blisko 80% chicagowskich Polaków. W październiku tegoż roku konsulat znalazł stałą siedzibę przy North Robey Street 1115 (1920–1924), obecnie Damen Avenue, następnie przy Rush Street 444 (1925–1931). W latach 1931–1934 konsulat mieścił się przy N. Deaborn Barkway 1500, 1935–1939 przy Lake Shore Drive 1444, 1940–1945 przy East Cedar Street 49, w 1959 na North Astor Street 1525, który wcześniej był domem Roberta Todda Lincolna, syna prezydenta Abrahama Lincolna.
W 1974 władze PRL zakupiły na siedzibę konsulatu wybudowaną w stylu English Town House z elementami włoskiego renesansu byłą rezydencję przemysłowca Bernarda Alberta Eckharta z 1916 (proj. Benjamin H. Marshall) przy North Lake Shore Drive 1530, uznaną za jeden z zabytków/symboli miasta Chicago. Budynek ten jest jednym z siedmiu powstałych na przełomie XIX i XX wieku i zachowanych do dziś rezydencji/domów mieszkalnych, które uzyskały status „Chicago Landmarks” (symboli Chicago). W latach 2006–2008 przeprowadzono remont generalny budynku. We wrześniu 2008 władze Chicago przyznały wyremontowanej placówce nagrodę „Chicago Landmark Award for Preservation Excellence”. Interesujące pomieszczenia to Salon I.J. Paderewskiego, Palmiarnia, Sala Lustrzana, Sala Ślubów i Gabinet Konsula Generalnego z widokiem na jez. Michigan.